# Eduardo Pósleman
Eduardo Alfredo Pósleman es un político y abogado argentino, que se desempeñó de facto como Gobernador de San Juan, designado por el autodenominado Proceso de Reorganización Nacional, perteneciente al Partido Bloquista, del cual fue uno de sus principales referentes. Además, se desempeñó como senador nacional por aquella provincia, entre 1989 y 1992.

## Carrera
Se recibió como abogado en la Universidad Nacional de Córdoba en 1969. Militó en el Partido Bloquista, y fue Ministro de Gobierno de Leopoldo Bravo, en los distintos períodos que éste fue gobernador, y Diputado provincial.
Tras desempeñarse en 1981 como director del Banco de San Juan, fue designado por Reynaldo Bignone al frente de la gobernación de San Juan, en diciembre de 1981, con la intención de que preparase la transición hacia la democracia, lo que finalmente se daría con la asunción del mismísimo Bravo, que pertenecía a su partido, en diciembre de 1982. Además, fue convencional constituyente provincial en 1986.
Posteriormente, con el fallecimiento del senador Francisco Gil, se desempeñó por tres años en su reemplazo entre febrero de 1989 y diciembre de 1992.